# 髭茶屋追分
座標: 北緯34度59分27.6秒 東経135度50分11秒 / 北緯34.991000度 東経135.83639度

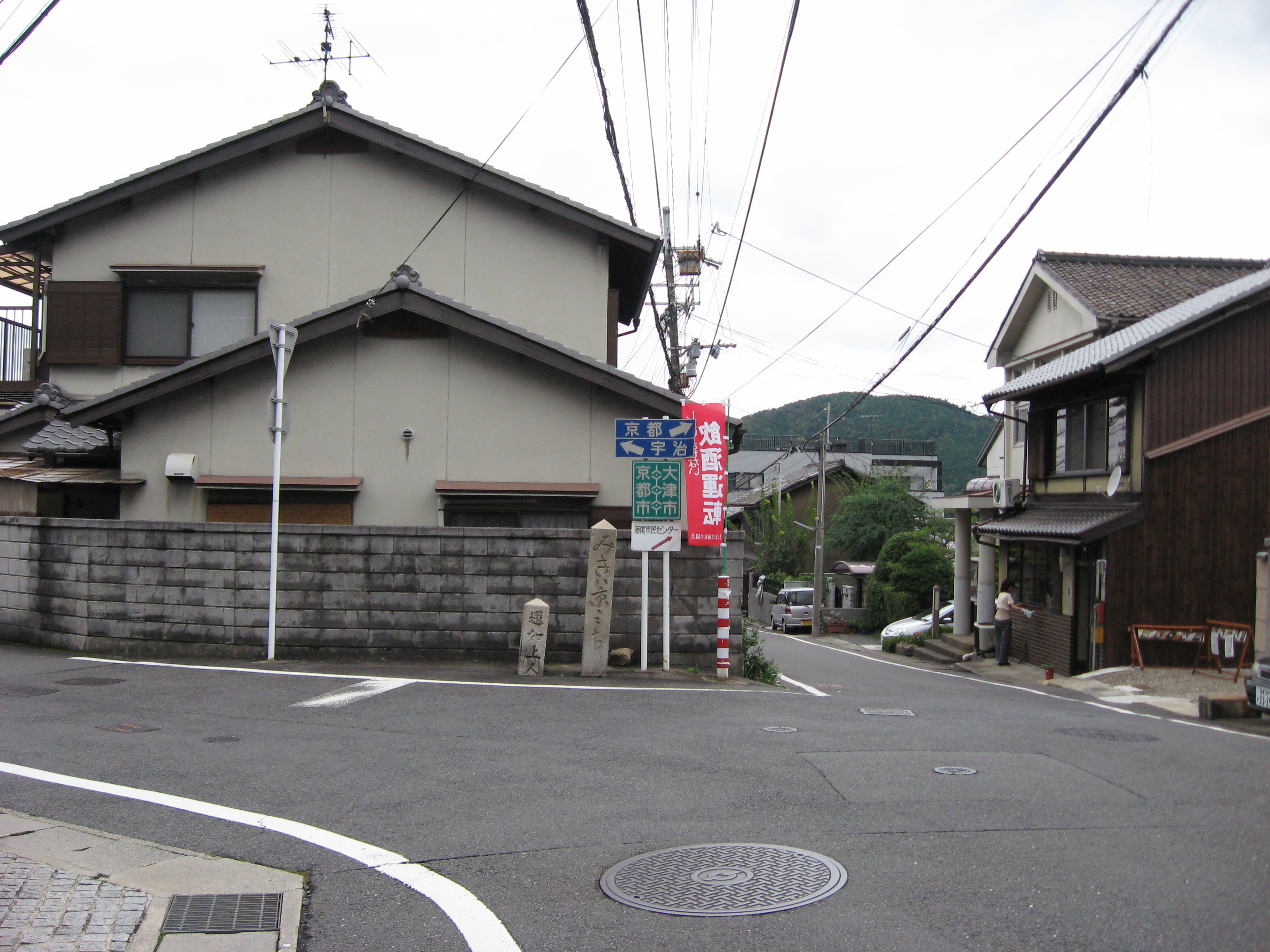
髭茶屋追分。直進すると三条大橋方面、左折すると伏見方面

髭茶屋追分（ひげちゃやおいわけ）は、山科盆地内にある東海道（三条街道）と大津街道（伏見街道）の分岐点（追分）である。

## 概要
山科追分（やましなおいわけ）とも呼ばれる。地名の由来は、その名の通り髭の生えた老人の営む茶店があったことによる。
逢坂関より西に位置するものの古くより近江国と山城国の国境であり、現在でも滋賀県（大津市）と京都府（京都市山科区）の府県境である。かつては髭茶屋町が国境を挟んで存在し、山城国側は髭茶屋桃燈町、髭茶屋屋敷町として残っているが、近江国側は南追分町、北追分町と合併したあと住居表示により追分町になっている。髭茶屋追分には大津百町の看板が設置され、ここが髭茶屋町だったことが記されている。
東海道五十七次という場合、大津宿からは三条大橋には向かわず、ここで南西に折れ、伏見宿に向かう。
分岐点には「右：京道、左：伏見道」の碑が建つ。

## 最寄り駅
- 京阪京津線 追分駅